# 太陽質量
太陽質量（たいようしつりょう、英: Solar mass）は、天文学で用いられる質量の単位であり、また我々の太陽系の太陽の質量を示す天文定数である。
単位としての太陽質量は、惑星など太陽系の天体の運動を記述する天体暦で用いられる天文単位系における質量の単位である。 また恒星、銀河などの天体の質量を表す単位としても用いられている。

## 太陽質量の値
太陽質量を表す記号としては多く {\displaystyle M_{\odot }} が用いられている。 {\displaystyle \odot } は歴史的に太陽を表すために用いられてきた記号であり、活字やフォントの制限がある場合には Mo で代用されることもある。 天文単位系としては記号 S が用いられることが多い。
キログラム単位で表した太陽質量の値は、次のように求められている。
{\displaystyle M_{\odot }=(1.9884\pm 0.0002)\times 10^{30}{\hbox{ kg}}}
このキログラムで表した太陽質量の値は 4–5 桁程度の精度でしか分かっていない。和式単位で記述すれば198穣8400𥝱kgとなる。 しかしこの太陽質量を単位として用いると他の惑星の質量は精度よく表すことができる。 例えば太陽質量は地球の質量の 332 946.048 7 ± 0.000 7 倍である。

## 太陽質量の精度
太陽系の天体の運動を観測することで、万有引力定数 G と太陽質量との積である日心重力定数 （heliocentric gravitational constant）GM☉ は比較的精度よく求めることができる。 例えば、初等的に太陽以外の質量を無視する近似を行えば、ある惑星の公転周期 P と軌道長半径 a を使ってケプラーの第3法則より日心重力定数は GM☉ = (2π/P)2a3 として容易に計算することができる。 しかし、P, a を高い精度で測定したとしても、その精度が受け継がれるのはこの日心重力定数であり、キログラムで表した太陽質量自体は G と同程度以下の精度でしか決定できないという本質的困難が存在する。 測定が難しい万有引力定数 G の値は現在でも 4 桁程度の精度でしか知られていないため、太陽質量に関する我々の知識もこれに限定される。 例えば、『理科年表』（2012年）において日心重力定数 1.327 124 400 41×1020 m3s−2 が12桁の精度で表記されているにもかかわらず、太陽質量の値が1.988×1030 kgと、4桁の精度しかないのはこのような理由による。
歴史的には、この太陽質量の地上の単位での値を追究することなく、逆にこれを単位とすることで太陽系の運動は記述されてきた。 19世紀のガウスは太陽系の運動を精度よく記述できる単位系として、長さの単位に地球の軌道長半径 A を、時間の単位に太陽日 D を、質量の単位に太陽質量 S を取っている。 このガウスの単位系は現在でも形を変えて天文単位系と天文単位の概念に引き継がれている。 ガウスの単位系で表したとき、G の平方根に相当する値はガウス引力定数と呼ばれ、地球の平均角速度として精度を保ったまま記述することができる。 こうして長い間、地上での単位系と太陽系での単位系はしっかりと結びつくことなく、それぞれの世界でその役割を担ってきた。
現在では、太陽系の天体までの距離は極めて正確に求められるようになり、時間も一般相対論的効果を考慮しなければならない程になっている。 しかし、重力という非常に弱い力と直結した質量に関しては依然として地上と太陽系とは分断されたままである。 このため単位としての太陽質量は、現在でも天体の運動を記述するための重要な「ものさし」であり、太陽系の天体位置を精度良く記述しようとする位置天文学者は、キログラムでの天体の質量ではなく太陽質量との比としての質量を扱い続けている。

## 質量の減少と惑星への影響
太陽の中心部で起こっている核融合は莫大な熱エネルギーを生み出しているが、このとき対応するだけの質量が失われている。 さらに太陽の表面では太陽の大気が太陽風として飛び出していく。 これらにより太陽質量は一定ではなく時間とともに減少していく。 推計では太陽質量の減少のうち 7 割ほどが電磁波としての放射に対応し、残りのほとんどが太陽風によるものである。 また正体不明の暗黒物質の候補のひとつであり、その存在が予測されているアクシオンが、質量の減少に少なからず寄与する可能性があるとされる。 全体で失われる質量は 1 秒あたり 600万 t 弱と見積もられている。
太陽質量は十分に大きいため、これは1年に換算して太陽質量がおよそ 10兆分の 1 減ずるだけであるが、長期的には天体の動きに無視できない変化をもたらす。 太陽質量の減少は、同じだけの太陽からの重力の減少を意味するので、惑星の軌道は太陽質量に反比例して大きくなり、公転周期は太陽質量の 2 乗に反比例して長くなる。 計算上、地球の軌道はこれによって 100 年で 1.5 m ほど増大する。 一方、公転周期のずれによる天体の位置のずれは公転ごとに積算していくため、わずかなずれであっても非常に長い時間には目に見えるずれとして現れることになる。 
さらに長期間を考えると、太陽質量の減少は惑星の運命ともかかわってくる。 太陽が赤色巨星となるとき太陽の半径は最も拡大したときで現在の地球の軌道の 1.2 倍になる。 一方で減少する質量の割合も急増して、惑星は大幅に太陽から離れた軌道へ追いやられる。 水星や金星は太陽に飲み込まれ中心へと落下していくものの、はたして地球がその運命を避けることができるかどうかについては議論が続いている。